# Cerco de Artajona
El Cerco de Artajona es una fortificación románica «levantada sobre un cerro dominante» de la localidad de Artajona (Navarra) «con objeto de defender la zona de posibles incursiones enemigas, primero contra los moros asentados en la Ribera navarra, pero más adelante también fue útil contra los castellanos.» Además, «es un ejemplo de castillo-recinto amurallado situado en una posición dominante, característica de aquellas villas que en la Edad Media constituían la sede de una tenencia.» Como afirma el especialista en castillos navarros Juan José Martinena, «aunque no se ha conservado hasta nuestros días en su integridad, es sin duda el conjunto defensivo medieval más importante y conocido de Navarra, por su amplitud, antigüedad e interés histórico y artístico.» El nombre de "El Cerco" ya se cita en la documentación navarra de los siglos XIII y XIV. Es desde el 15 de febrero de 1999 un bien de interés cultural con la categoría Monumento Histórico Artístico.

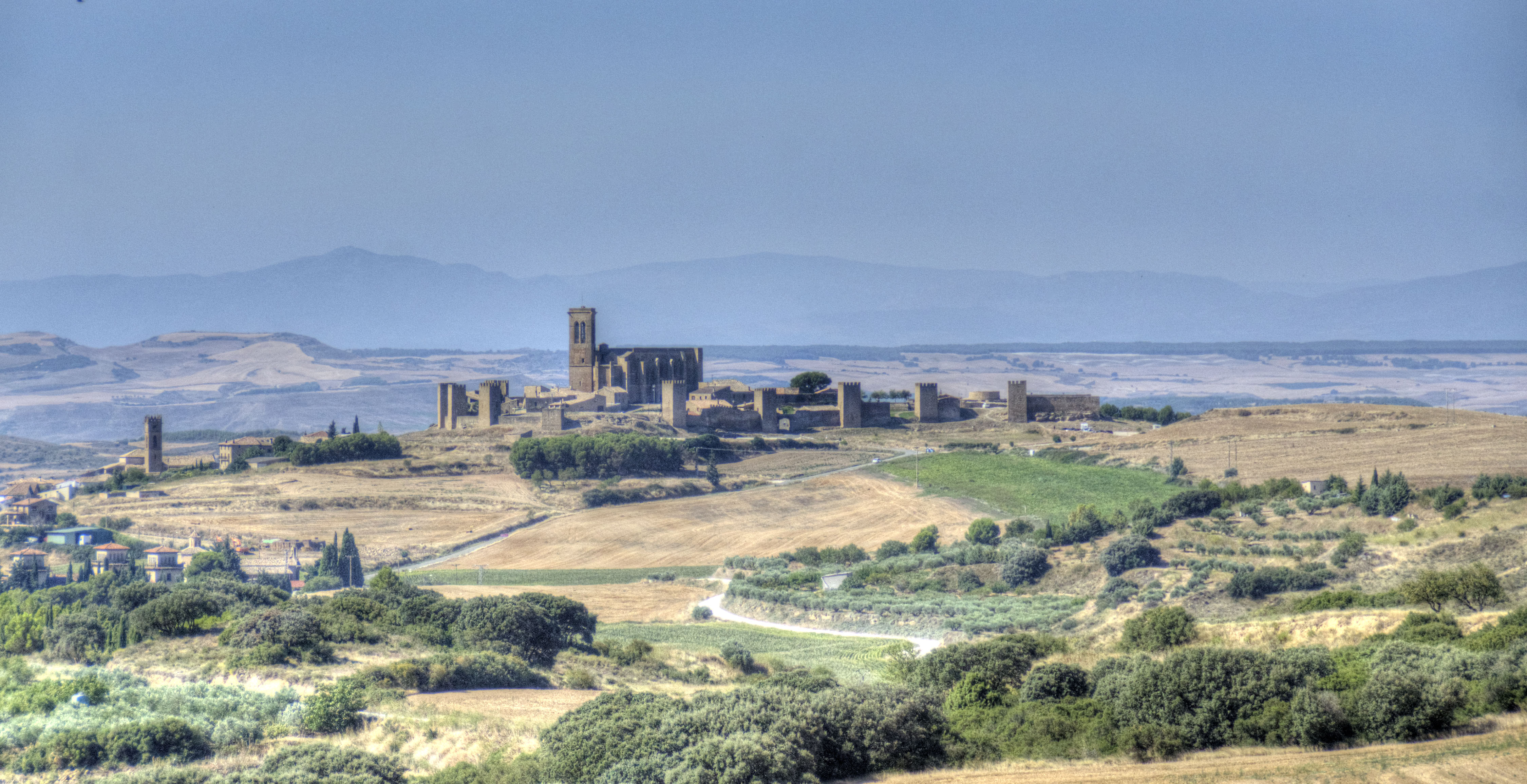
Vista de conjunto del Cerco de Artajona destacando su posición dominante sobre el entorno

## Contexto geográfico
El cerro sobre el que se asienta el recinto, a 456 m.s.n.m, presenta unas condiciones topográficas propias de los «oppida protohistóricos» por el dominio y control visual del entorno geográfico, de la conocida como cubeta sinclinal de Barásoain.
La forma «arriñonada» de este «cerro amesetado» determina el perímetro irregular original, de 700 m, recorridos por el recinto de este enclave, siendo su eje E-O de 250 m y el N-S de tan solo 100 m.

## Contexto histórico
El poblamiento del territorio está constatado desde la Edad del Hierro y también se tiene noticia de época romana. De hecho, a 4 km del núcleo urbano se encuentran los Dólmenes de Artajona (Portillo de Enériz y Mina de Farangortea).
Entre los años 1085-1109, «el primer canónigo tolosano que ejerció de rector, Hugo de Conques,» ejecutó las obras de construcción de la fortaleza. El cabildo de Saint Sernin de Toulouse era «titular del señorío y rentas de la villa en virtud de una donación del obispo de Pamplona Pedro de Andouque −más conocido como Pedro de Roda− otorgada en 1084.» Al recibir estas posesiones los canónigos de Toulouse aceptaban que «su primera misión era consolidar el poblamiento» y la seguridad de la población. Para ello no dudaron en «desplazar mano de obra del sur de Francia» como fue el caso conocido del maestro franco «llamado Forz mazoner, quien se afincó en Artajona donde murió en 1153.» Este priorato tolosano se mantuvo hasta 1625 en que pasó a manos de la Real Colegiata de Santa María de Roncesvalles por una permuta por el de San Matán (Gera).
Aunque en la actualidad no ha perdurado, «en uno de sus extremos existió un castillo del que, según los registro de cuentas del reino, era alcaide en 1280 el caballero Pedro Ruiz de Argaiz.» Años después, en 1320, su guarda y mantenimiento se había confiado al propio concejo de Artajona, situación que «se mantendría casi hasta finales del siglo XV.»
Si en un principio «el Cerco» albergó a la población de Artajona con el paso del tiempo surgió el «Arrabal» extramuros que se convertiría en el núcleo principal habitado quedando despoblado el primero y aprovechando los vecinos los materiales caídos por el abandono y deterioro de torres y murallas.
Debido a su situación estratégica sufrió bastantes batallas por su control y fue reconstruido en varias ocasiones, especialmente en el siglo XIV durante el reinado de Carlos II de Navarra.

## Descripción del conjunto

### Exterior

#### Muralla
El perímetro total original del recinto amurallado, del siglo XII, alcanzaba los 700 m. Su trazado irregular debía contar, según la documentación, con diecisiete torres, del tipo bestorres, de forma cúbica y almenadas. En la actualidad se mantienen nueve y se conservan los cimientos de otras tres. Estaban todas ellas a distancias desiguales, unidas por lienzos de sillería coronados por un paseo de ronda con parapeto almenado. Las cortinas de estos lienzos de la muralla varían entre los 9,5 m y los 16 m mostrando una anchura de casi dos metros y alternando tramos rectos y quebrados.

#### Portales
El acceso se realizaba desde tres puertas: por el norte, la Puerta de San Miguel, ensanchada en 1966 para que pasaran los coches; por el sur, la Puerta de Remagua, con arcos rebajados, bien conservada; por último, la Puerta de Aizaldea, ya desaparecida, situada en la parte sudeste del recinto.

#### Otros elementos
Se tiene evidencia del donjón (torre cilíndrica) de 12 m de diámetro, conocido con el nombre de Castillo del Rey que estaba exento del recinto y se situaba en la parte occidental del conjunto. Este elemento, recientemente constatado por los hallazgos arqueológicos, «reafirma la vinculación de esta fortificación con las europeas, particularmente con las de la Francia meridional.» 

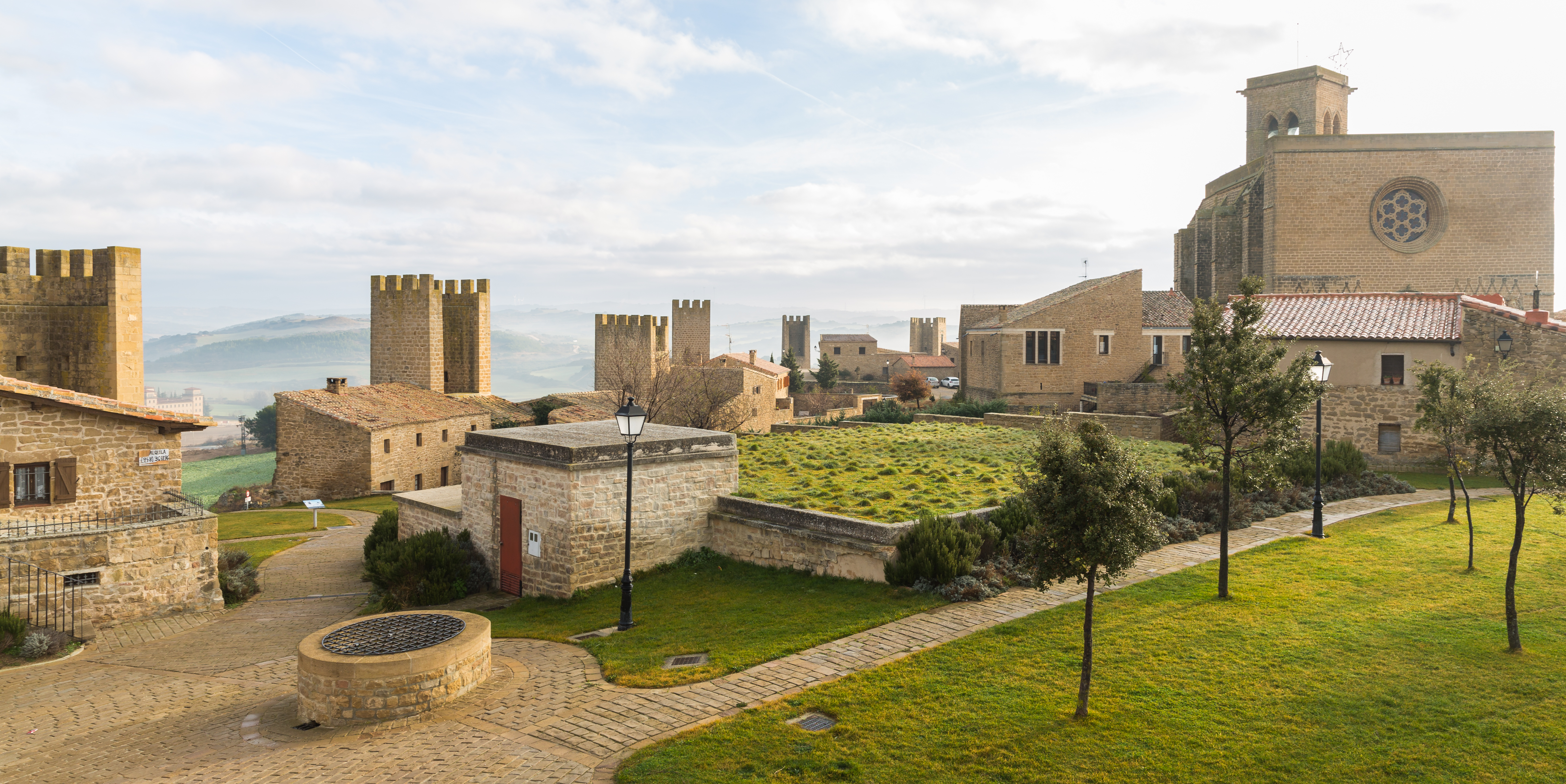
Interior del cerco

### Interior
El elemento más importante es la iglesia-fortaleza de San Saturnino (Bien de Interés Cultural), del siglo XIII y que presenta una particularidad: su tejado invertido. La total escasez de agua en las cercanías y por tanto, la dependencia del agua de la lluvia en el interior del Cerco (un lugar con pluviometría baja), hicieron necesaria la construcción de la iglesia con la doble finalidad de la recogida del agua de lluvia. Así, el tejado, único en el mundo, recoge el agua de la lluvia y esta desciende hasta un aljibe subterráneo situado en el interior de la iglesia-fortaleza. La construcción se completa un siglo después con la construcción de una torre prismática (siglo XIV) utilizada como vigía y campanario, y dotada de unas mazmorras en su base. 
De la iglesia destacan, además de su tejado invertido, su portada gótica' de finales del XIII y un retablo tardogótico de estilo hispano-flamenco (1505-1515) que está declarado BIC.
También se encuentra un aljibe medieval.

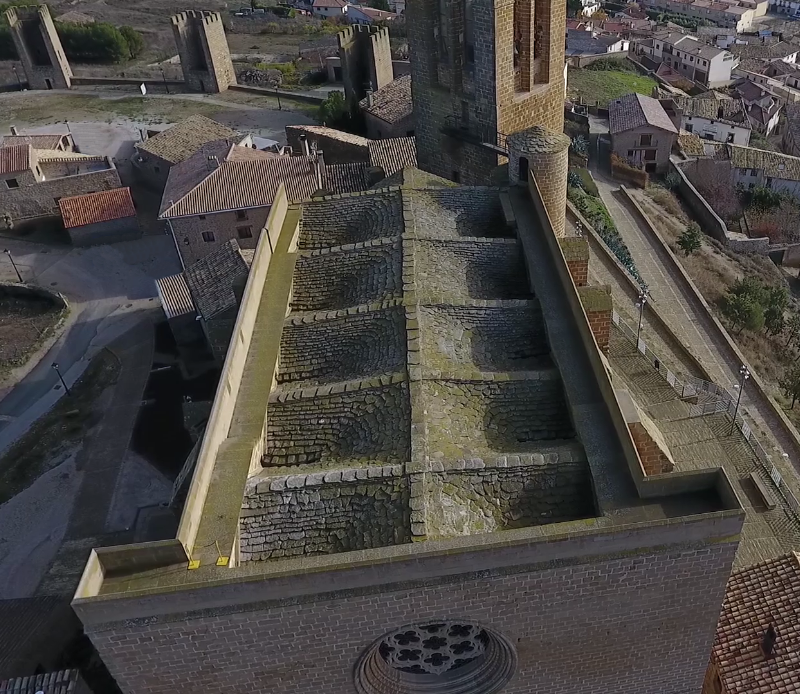
Tejado Invertido de la Iglesia Fortaleza de San Saturnino

## Restauraciones e intervenciones arqueológicas
El conjunto, total o parcialmente, ha sido objeto de varias restauraciones a lo largo de su existencia. El 15 de marzo de 1963 se firma un informe «indicando el mal estado del acceso al recinto.» Se proponen varias tareas de restauración que sirvieran de contención del grave deterioro que presentaba. En 1966 el arco de la Puerta de San Miguel «fue demolido y sustituido por uno más amplio.» No tuvieron mejor suerte algunas torres que, bajo el pretexto de riesgo de desplome, fueron desmontadas y levantadas «con zócalos de mampostería y alzados de sillarejo». Entre 1967-1971 se propuso la reconstrucción de las torres demoliendo «los muros que estaban en estado ruinoso» para a continuación «rellenar los cimientos y levantar los muros con piedra semilabrada rejuntada por ambas caras.» Desde 1983, mediante la Institución Príncipe de Viana, se han destinado partidas para la restauración de los edificios situados dentro del cerco con el fin de rehabilitar las viviendas conservando los materiales propiamente empleados en estas construcciones (madera, piedra, teja árabe, etc), «el estilo de las viviendas, el parcelario antiguo y los viales.»
Especialmente con el inicio del siglo XXI se acometieron sucesivas y reiteradas intervenciones que llevaron, en 2009, aparecieron en la parte oriental nuevos trazos de muralla así como el donjón. También se recuperó el uso de la iglesia, tras 20 años sin actividades de culto, y se construyó la denominada "casa de los visitantes" como espacio de información turística dotado de salas de proyecciones y exposición de paneles explicativos sobre la historia del lugar. Desde 1972 la Institución Príncipe de Viana había realizado varias tareas de restauración en el templo con el arreglo de cubiertas, limpieza y estudio de la construcción, derribo de una «capilla existente entre los contrafuertes de la portada norte», la demolición del acceso al coro y la recuperación de los ventanales.
Más recientemente, entre 2017 y 2020, se ejecutaron trabajos arqueológicos y labores de consolidación tanto en el frente sur, desde el Portal de Remagua hasta el sudoeste, como en el frente norte que tuvieron continuidad en 2021 con una nueva campaña de intervenciones. 